# Argentine Great Western Railway
Die Argentine Great Western Railway (AGWR) (Spanisch Ferrocarril Gran Oeste Argentino, kurz FCGOA oder GOA) war eine 1887 gegründete britische Eisenbahngesellschaft mit Sitz in London, die in den argentinischen Provinzen San Luis, San Juan und Mendoza ein Schienennetz errichtete und betrieb.

## Geschichte

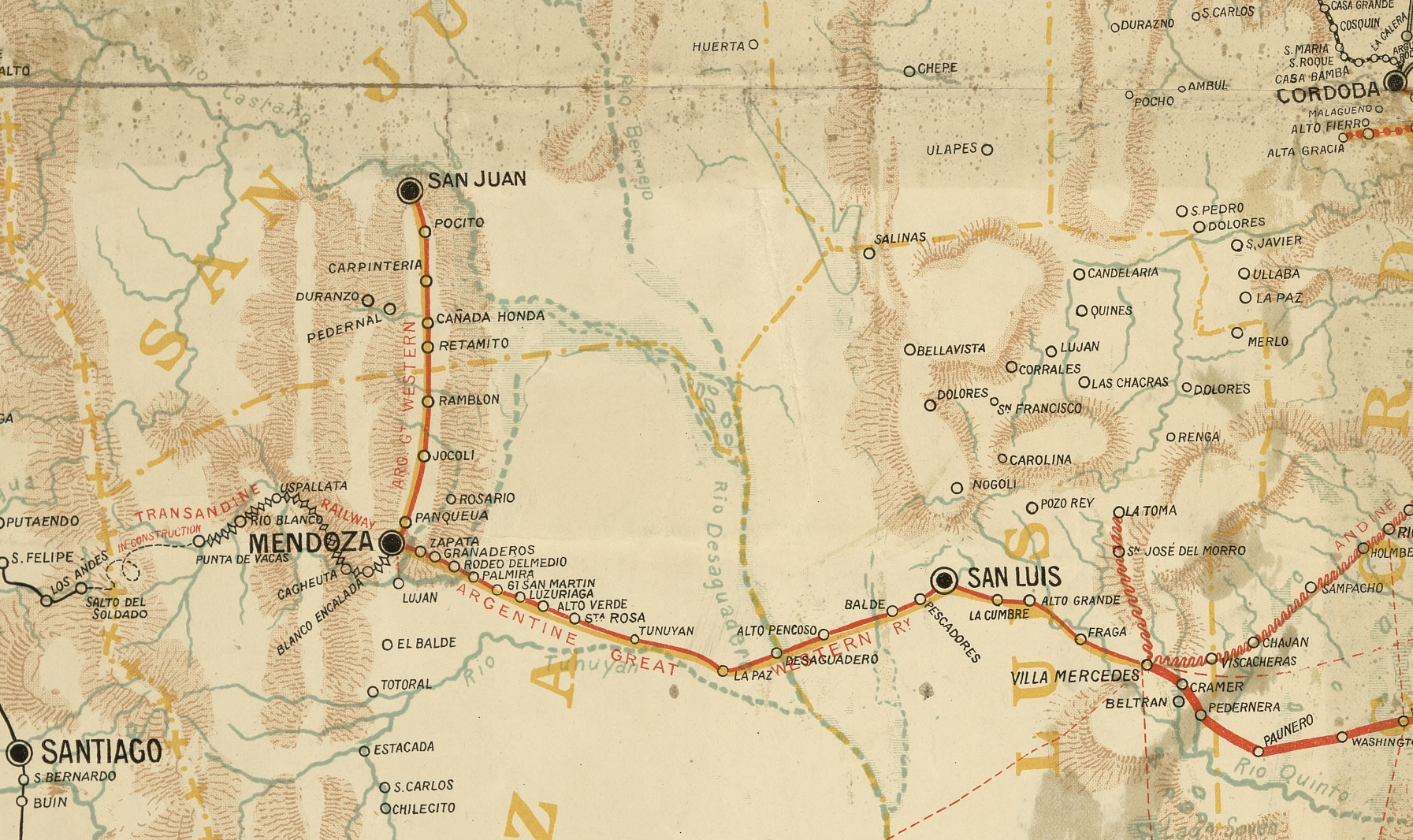
Streckenkarte 1899

Ursprünglich vergab die argentinische Regierung 1872 an den Chilenen Juan E. Clark die Konzession für den Bau einer Eisenbahnstrecke von Villa Mercedes über San Luis und Mendoza nach San Juan. Da diese jedoch nicht innerhalb der Vertragsfristen fertig wurde, übernahm die Regierung die Fertigstellung der rund 515 km langen Breitspurbahn-Strecke mit einer Spurweite von 1676 mm, die schließlich 1885 eröffnet wurde. Der Staat verkaufte die fertige Strecke am 21. Januar 1887 an Clark, der diese einige Monate später an die am 29. April 1887 in London neu gegründete Argentine Great Western Railway Company Ltd. übertrug.
Die AGWR begann mit dem Bau von Nebenstrecken im Norden der Provinz San Luis und im Süden der Provinz Mendoza und verwandelte das Netzwerk in ein regionales System, das auf die Bedürfnisse dieser Weinregion zugeschnitten war. Bis 1903 entstand eine 185 km lange Abzweigung bei Las Catitas südlich nach San Rafael sowie eine kurze Strecke südlich von Mendoza nach Luján de Cuyo. 1907 wurde eine knapp 55 km lange Abzweigung von Cañada Honda nach Caucete eröffnet.
1903 übernahm die AGWR zusätzlich den Betrieb und die Verwaltung der Argentine Transandine Railway, die sich noch im Bau und in finanziellen Schwierigkeiten befand.
Zum 1. Juli 1907 wurde die Gesellschaft von der Buenos Aires and Pacific Railway (BAP) übernommen und als eigenständige Tochtergesellschaft weitergeführt. Zwischen 1908 und 1913 entstanden weitere rund 725 km Nebenstrecken. Ab 1914 wurde seitens der Muttergesellschaft BAP keinerlei Angaben mehr zur AGWR veröffentlicht. Die Strecken der Tochtergesellschaften wurden nun als Teil des Schienennetzes der BAP behandelt.
In der Regierungszeit von Juan Perón wurden alle Eisenbahngesellschaften des Landes verstaatlicht. Am 1. März 1948 wurden dazu die argentinischen Staatsbahnen Ferrocarriles Argentinos gegründet, die in sechs eigenständige Direktionen untergliedert wurden. Die BAP ging mit all ihren Tochtergesellschaften in der Ferrocarril General San Martín (FCGSM) auf.

## Fahrzeuge

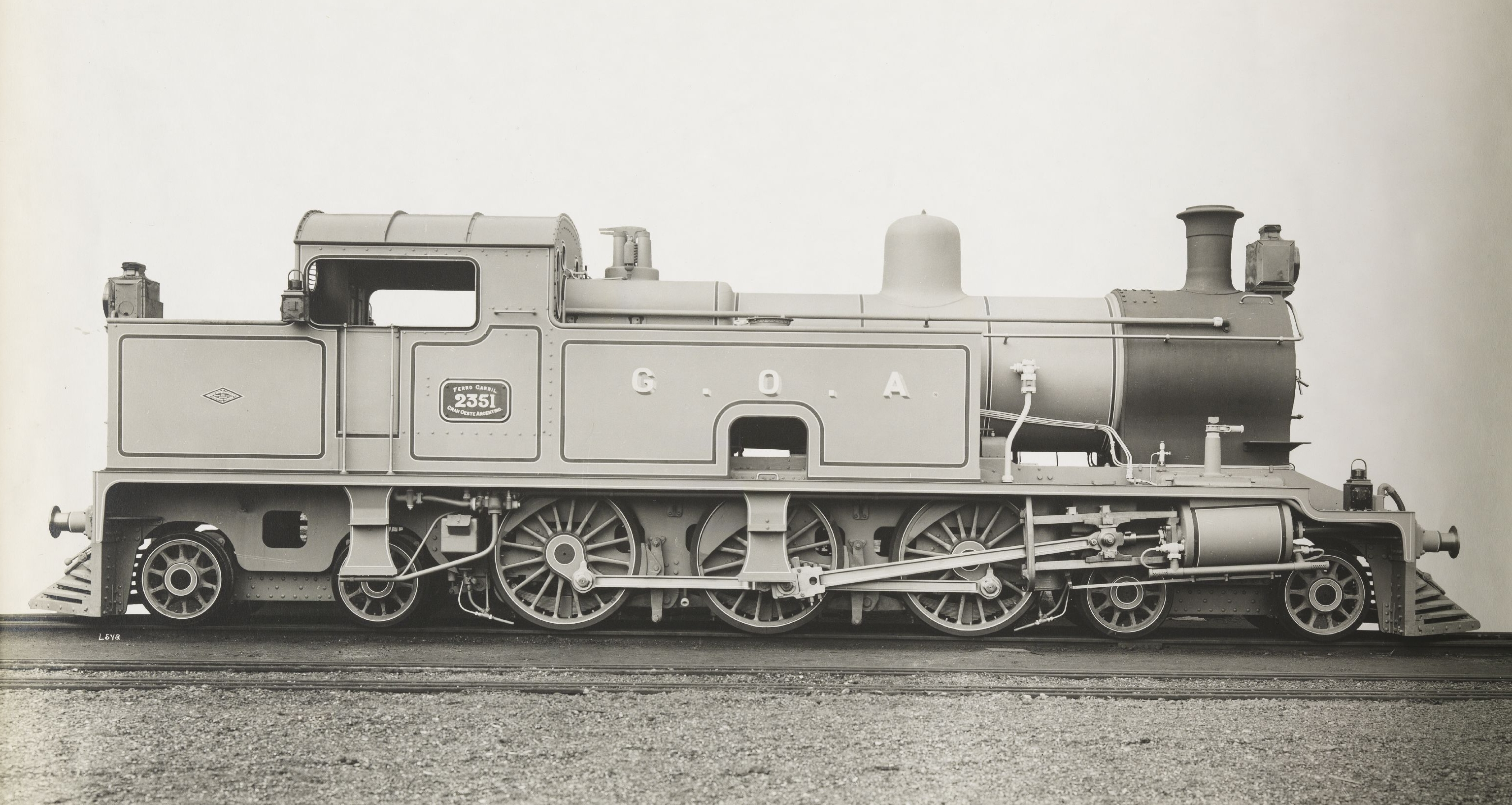
Tenderlokomotive vom Typ Baltic

Am 31. Dezember 1888 war die Gesellschaft im Besitz von 48 Lokomotiven, 37 Personenwagen und 315 Güterwagen. Bis 1904 erhöhte sich der Bestand auf 90 Lokomotiven, 54 Personen- und 1258 Güterwagen.